# Stemodia linophylla
Stemodia linophylla är en grobladsväxtart som beskrevs av Ferdinand von Mueller. Stemodia linophylla ingår i släktet Stemodia och familjen grobladsväxter. Inga underarter finns listade i Catalogue of Life.